# Buckeye Bullet

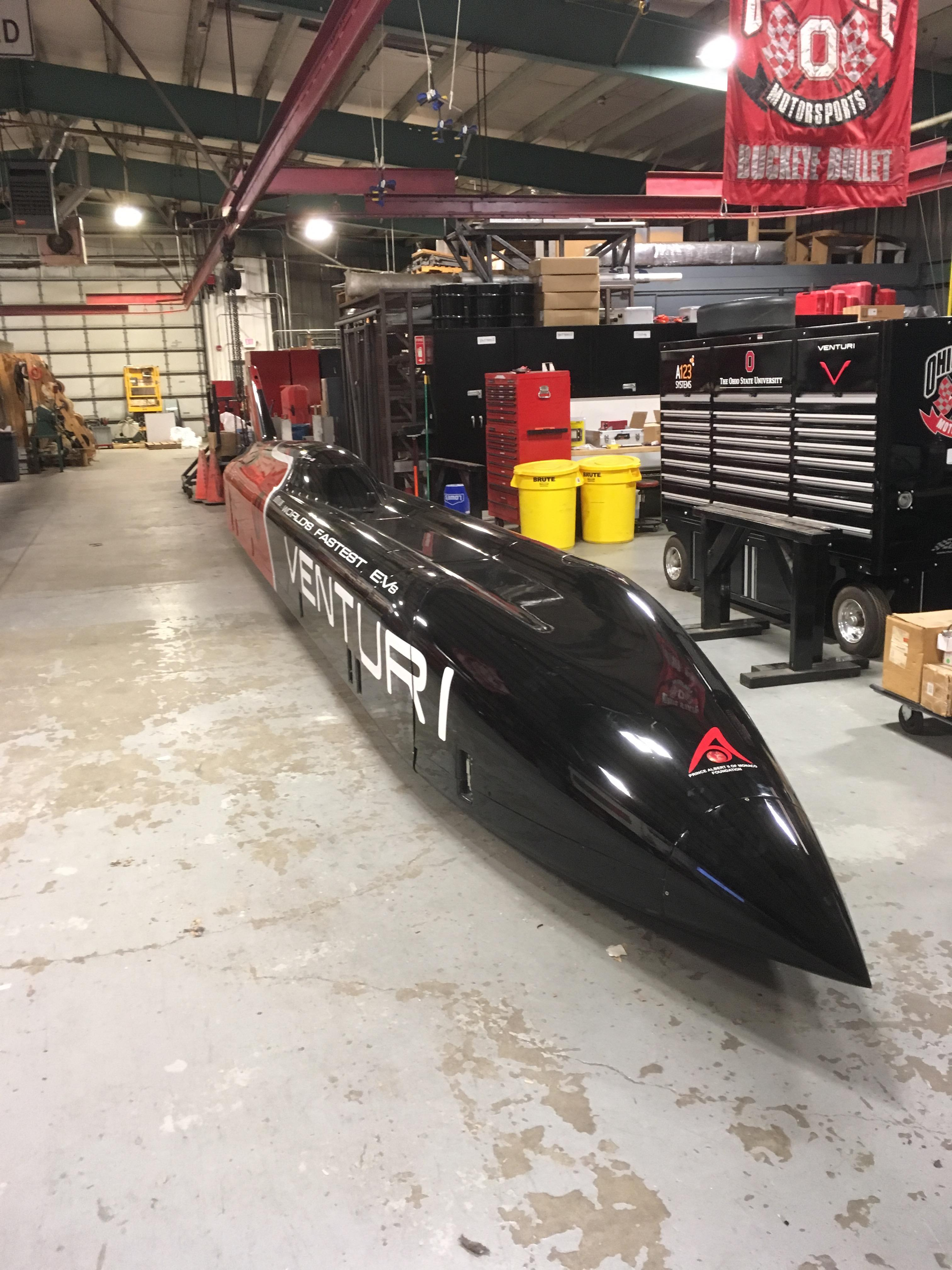
Buckeye Bullet 3

Buckeye Bullet es el nombre de una serie de cuatro automóviles eléctricos experimentales creados por estudiantes de la Universidad Estatal de Ohio (conocidos como Buckeyes) como un proyecto conjunto con la empresa Venturi Automobiles. Los vehículos fueron diseñados para batir el récord de velocidad en tierra en la pista de Bonneville, un salar en las afueras de Wendover (Utah), Estados Unidos. El equipo logró su objetivo por primera vez en octubre de 2004, estableciendo el récord mundial de la milla con un registro de 271,737 mph (437,3 km/h), y superando repetidamente el récord hasta dejar el récord mundial de la milla en 307,666 mph (495,1 km/h) en el año 2009, y batir el récord mundial del kilómetro con una marca de 341,264 mph (549,2 km/h) en 2016.
Los VBB también se han llamado Venturi "Jamais Contente", haciendo referencia al La Jamais Contente, el pionero automóvil eléctrico capaz de alcanzar por primera vez los 100 km/h en 1899.

## Equipo Buckeye Bullet
El equipo del Buckeye Bullet está compuesto por estudiantes de la Universidad Estatal de Ohio, principalmente a través del Colegio de Ingeniería de la Universidad. Dirigido por el Dr. Giorgio Rizzoni, el equipo cuenta con un espacio de investigación del Centro de Investigación Automotriz de la propia universidad.

## Vehículos
Todos los vehículos Buckeye Bullet han sido impulsados eléctricamente, con energía proveniente de baterías o celdas de combustible de hidrógeno.
| Vehículo           | Récord EE.UU.              | Récord Mundial (km)        | Récord Mundial (milla)                     | Fuente de energía    |
| ------------------ | -------------------------- | -------------------------- | ------------------------------------------ | -------------------- |
| Buckeye Bullet 1   | 314.958 mph (508.485 km/h) |                            | 271.737 mph (437.318 km/h) (No por la FIA) | Baterías (NiMH)      |
| Buckeye Bullet 2   |                            | 303.025 mph (487.672 km/h) | 302.877 mph (487.433 km/h)                 | Celdas de hidrógeno  |
| Buckeye Bullet 2.5 |                            | 307.905 mph (495.526 km/h) | 307.666 mph (495.140 km/h)                 | Baterías (Ion-Litio) |
| Buckeye Bullet 3   |                            | 341.264 mph (549.43 km/h)  |                                            | Baterías (Ion-Litio) |

### Buckeye Bullet 1

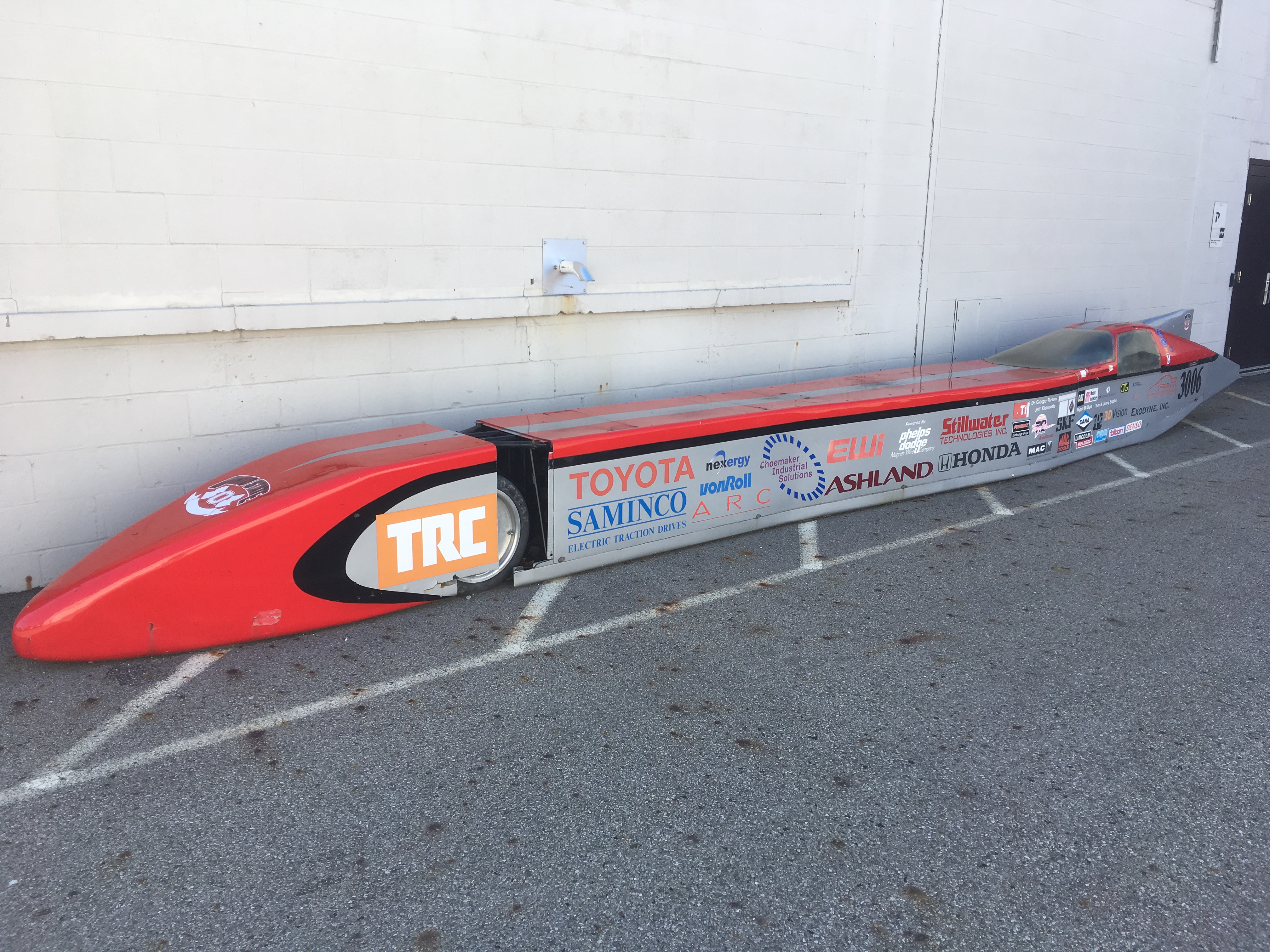
Buckeye Bullet, el 1 de febrero de 2018 en Columbus, Ohio

El Buckeye Bullet 1 es un automóvil de récord de velocidad terrestre alimentado por baterías eléctricas, el primero construido por el equipo Buckeye Bullet.
Ostentó el récord del automóvil eléctrico más rápido del mundo, con una velocidad máxima registrada de 321,834 mph (517,942 km/h). Mantuvo el récord de velocidad en tierra eléctrico de EE. UU. con 314,958 mph (508,485 km/h) (Clase III/E). Estableció un récord internacional reconocido por la BNI (no la FIA) a 271,737 mph (437,318 km/h) el 3 de octubre de 2004.
Características del vehículo
- Fuente de energía: 10.000 baterías c-cell recargables
- Motor: motor trifásico preparado de 400 caballos (300 kW) en corriente alterna
- Diseño: tracción trasera
- Material de la carrocería: polímero reforzado con fibra de carbono
- Altura de circulación/distancia al suelo: 1,5 in (38 mm)
- Peso en vacío: 4000 lb (1814 kg)
- Longitud: 31 pies (9,4 m)
- Suspensión: 4 ruedas independientes

Equipo
Los miembros del equipo Buckeye Bullet 2004 de Ohio State fueron los líderes de equipo Isaac S. Harper, Andrew L. Marquand y Benjamin J. Sinsheimer; los miembros del equipo Kevin C. Sze, Sean M. MacGregor, Aaron M. Haliena, Joseph H. Gorse, Andrea J. Barger, Michael B. Quade, Kimberly A. Stevens y Kevin Ponziani; el asesor de la facultad Giorgio Rizzoni, la asesora de personal Maria Soliman y el conductor del vehículo, Roger Schroer de TRC, Inc.

### Buckeye Bullet 2

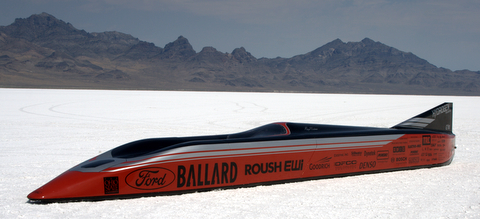
Buckeye Bullet 2 (2007)

El Buckeye Bullet 2, o BB2, fue el automóvil de récord de velocidad de segunda generación creado por el equipo Buckeye Bullet, formado por estudiantes. Se convirtió en el primer vehículo aerodinámico de récord de velocidad terrestre alimentado con celdas de hidrógeno. Utilizaba tracción delantera. El Buckeye Bullet 2 corrió por primera vez en la Speedweek 2007 y registró una velocidad máxima de 223.334 mph (359.421 km/h) el 10 de octubre de 2007. En la Speedweek 2008, el BB2 eclipsó su marca anterior al alcanzar 286,476 mph (461,038 km/h), la velocidad más alta jamás registrada por un vehículo de celdas de combustible de hidrógeno hasta entonces.
El 25 de septiembre de 2009, el Buckeye Bullet 2 estableció récords internacionales de velocidad en tierra, alcanzando 303,025 mph (487,672 km/h) en el kilómetro lanzado y de 302.877 mph (487.433 km/h) en la milla lanzada.

### Buckeye Bullet 2.5
El Buckeye Bullet 2.5 era una versión eléctrica con baterías del Buckeye Bullet 2. El BB2.5 usaba el mismo bastidor y carrocería que el Buckeye Bullet 2, pero reemplaza la fuente de energía de las celdas de combustible por baterías. Corrió solo una temporada en 2009. Este vehículo estaba destinado a ser un banco de pruebas para varias tecnologías nuevas en consideración para su uso en el Buckeye Bullet 3, especialmente las baterías de ion-litio. Las baterías utilizadas para el BB2.5 fueron celdas cilíndricas A123 Systems 32113. El vehículo logró establecer un récord mundial aprobado por la FIA con una marca de 307,666 mph

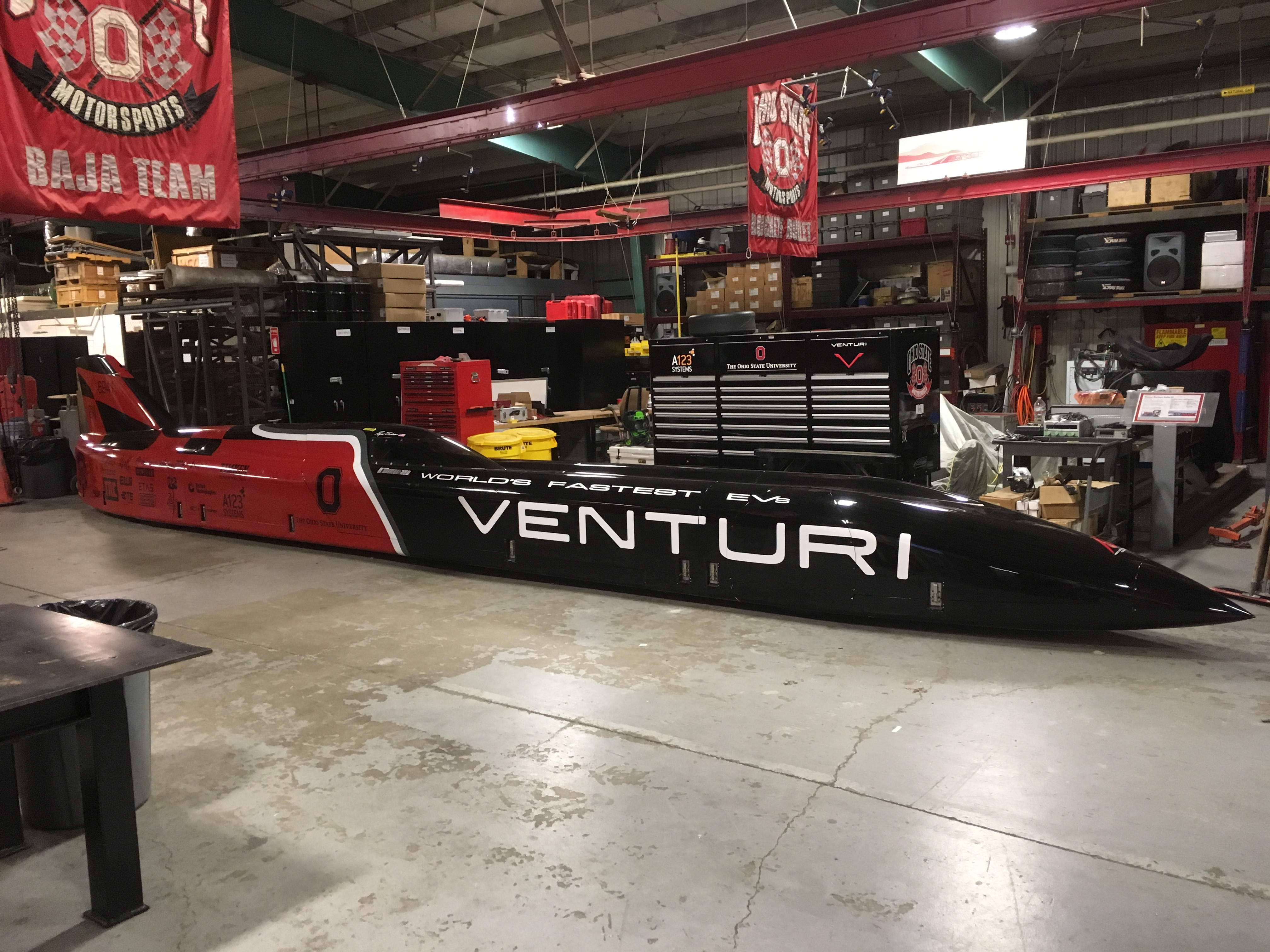
Buckeye Bullet 3 en febrero de 2017 en Columbus, Ohio

(495.140 km/h).

### Buckeye Bullet 3
El Buckeye Bullet 3 es la versión final del proyecto, que se basa en la tecnología de los vehículos anteriores. Dispone de tracción en las 4 ruedas y tiene un coeficiente de arrastre de 0,13. El automóvil utiliza trenes de potencia separados para cada eje, con la cabina en el centro. Cada tren motriz tiene dos motores eléctricos que impulsan una transmisión de 2 velocidades, construida por Hewland. La primera marcha se puede usar hasta 275 millas por hora (443 km/h). El 19 de septiembre de 2016, el Buckeye Bullet 3 logró un nuevo récord mundial, con una velocidad de 341,4 mph (549,43 km/h), superando su propio récord anterior de 308 mph (495,14 km/h). Roger Schroer fue el conductor en la pasada del récord.